# Apostolepis arenaria
Apostolepis arenaria là một loài rắn trong họ Colubridae. Loài này được Rodrigues miêu tả khoa học đầu tiên năm 1993.